# Asterousia (Kοfinas)
Asterousia (Kοfinas) este o arie protejată (arie specială de conservare — SAC, sit de importanță comunitară — SCI) din Grecia întinsă pe o suprafață de 16.050,42 ha, integral pe uscat.

## Localizare
Centrul sitului Asterousia (Kοfinas) este situat la coordonatele 34°58′02″N 25°06′31″E / 34.96736°N 25.108505°E.

## Înființare
Situl Asterousia (Kοfinas) a fost declarat sit de importanță comunitară în august 1996 pentru a proteja 3 specii de plante și 2 specii de animale. Situl a fost protejat și ca arie specială de conservare în martie 2011.

## Biodiversitate
Situată în ecoregiunile marină mediteraneană și mediteraneană, aria protejată conține 15 habitate naturale: Straturi cu Posidonia (Posidonion oceanicae), Recifuri, Faleze cu vegetație de Limonium spp. endemic de pe coastele mediteraneene, Râuri mediteraneene cu debit intermitent, cu specii de Paspalo-Agrostidion, Tufărișuri termo-mediteraneene și de pre-deșert, Sarcopoterium spinosum phryganas, Pseudostepă cu ierburi și specii anuale de Thero-Brachypodietea, Grohotișuri est-mediteraneene, Pante stâncoase calcaroase cu vegetație casmofită, Peșteri marine scufundate complet sau parțial, Păduri de Cupressus (Acero-Cupression), Galerii și tufărișuri riverane sudice (Nerio-Tamaricetea și Securinegion tinctoriae), Păduri de Olea și Ceratonia, Plantații de palmieri Phoenix, Păduri de pin mediteraneene cu pini mezogeni endemici.
La baza desemnării sitului se află mai multe specii protejate:
- plante (3): Crepis pusilla, Origanum dictamnus, Phoenix theophrasti
- nevertebrate (1): Bolbelasmus unicornis
- reptile (1): elaphe situla (Zamenis situla)

Pe lângă speciile protejate, pe teritoriul sitului au mai fost identificate 28 de specii de plante, 3 specii de amfibieni, 2 specii de mamifere, 6 specii de nevertebrate, 1 specie de pești, 6 specii de reptile.